# Aponychus parydrus
Aponychus parydrus är en spindeldjursart som först beskrevs av Meyer 1987.  Aponychus parydrus ingår i släktet Aponychus och familjen Tetranychidae. Inga underarter finns listade i Catalogue of Life.